# Anton Praetorius

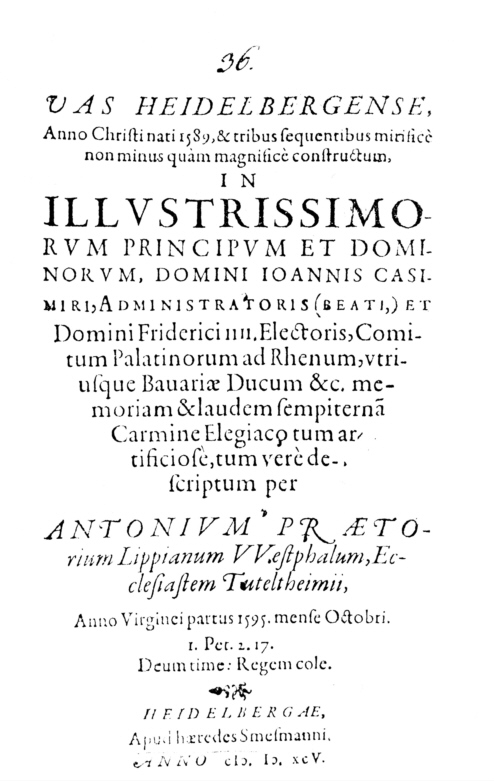
Praetorius: Grote Vat van de Wijn in Heidelberg kasteel

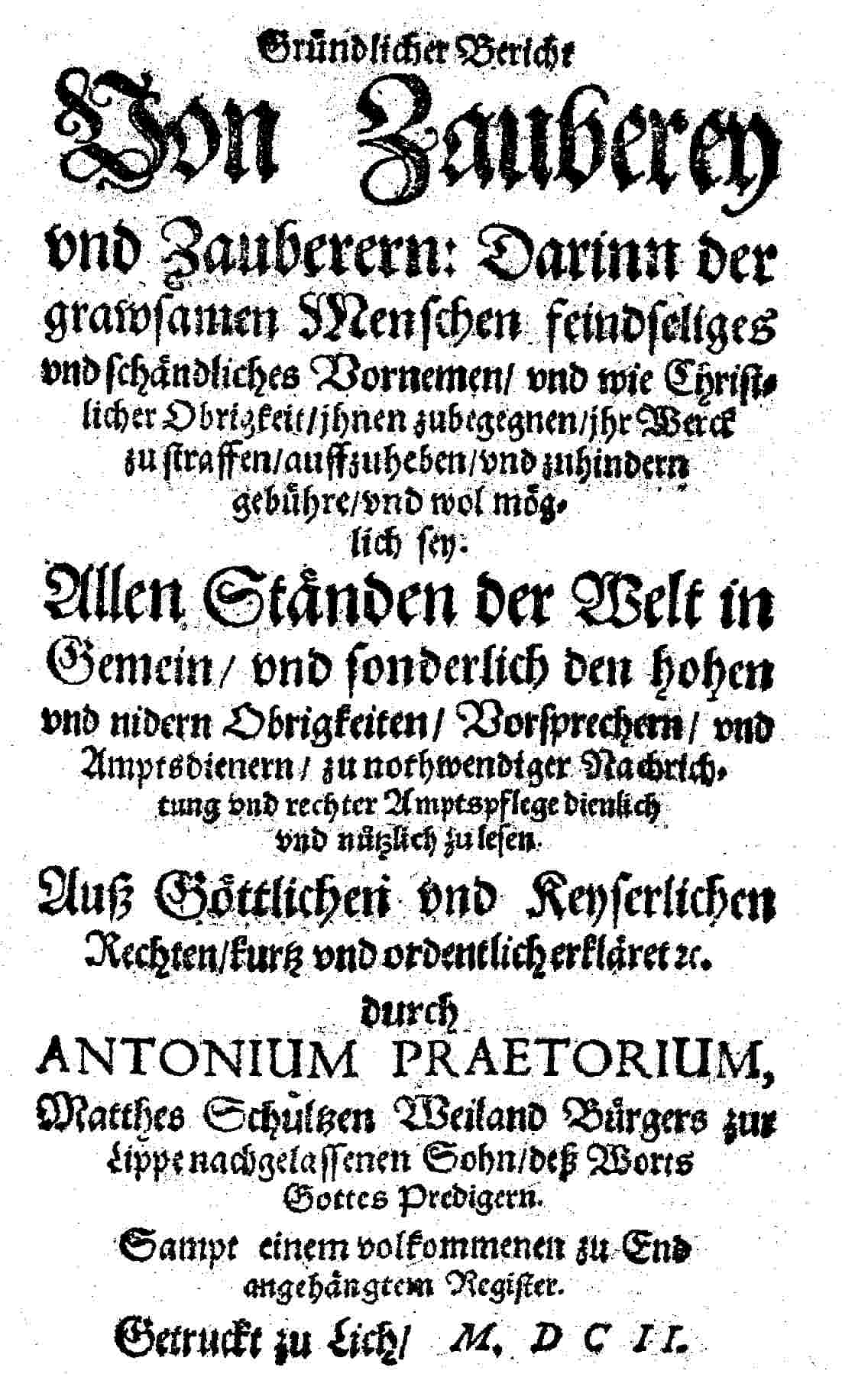
Praetorius: Omslagblad van het bericht uit 1602

Anton Praetorius (Lippstadt, 1560 - Laudenbach (Bergstraße), 6 december 1613) was een Duits pastor, gereformeerd theoloog, auteur en bestrijder van de vervolging en marteling van vermeende heksen.
Anton Praetorius werd de eerste gereformeerde pastor in Dittelsheim, waar hij in 1595 de oudste omschrijving van het Grote Vat van de Wijn in het Heidelbergse kasteel publiceerde.
Hij werd in 1596 hofpredikant in Birstein (bij Frankfurt am Main). In 1597 werd Praetorius door de vorst benoemd tot lid van het gerecht tot vervolging van heksen. Praetorius protesteerde tegen de marteling van een vrouw en bereikte dat het proces werd beëindigd en dat de vrouw vrijgelaten werd. Dit is het enige bekende geval van een geestelijke die tijdens een proces tegen hekserij verlangde dat de onmenselijke martelingen ophielden – en won.
Praetorius werd echter wel ontslagen als hofpredikant en werd 1598 pastor in Laudenbach (Bergstrasse). Hij publiceerde in 1598, onder het pseudoniem Johannes Scultetus (de naam van zijn zoon), het boek “Gründlicher Bericht von Zauberey und Zauberern” tegen heksenvervolging en marteling. In 1602 durfde hij het boek bij de tweede druk  onder zijn eigen naam te publiceren, en in 1613 verscheen de derde druk met een persoonlijke inleiding. In 1629 publiceerden onbekenden de vierde druk van zijn “Bericht über Zauberey und Zauberer” ( Bericht over hekserij en heksen).

## Publicaties van Praetorius
- Vas Heidelbergense, Heidelberg (over het grote Vat van de Wijn in het Kasteel van Heidelberg), oktober 1595
- Gründlicher Bericht von Zauberey und Zauberern. Durch Joannem Scultetum Westphalo-camensem, 1598 (boek tegen heksenverbranding en tegen marteling)
- Gründlicher Bericht von Zauberey und Zauberern: kurtz und ordentlich erkläret durch Antonium Praetorium, 1602. Nieuwe uitgaven in 1613 en 1629
- De Sacrosanctis Sacramentis novi foederis Jesu Christi, 1602 (Sakramentenleer)